# Донецький вісник Наукового товариства імені Шевченка

Донецький вісник Наукового товариства імені Шевченка
ISSN 1728-9572

Донецький вісник Наукового товариства імені Шевченка
Серійне видання Донецького відділення НТШ.
Виходить з 2001 року, ISSN 1728-9572.
Метою видання Донецького вісника НТШ є створення нових можливостей для науковців у публікації їх праць українською мовою, зокрема у Східній Україні.
Ініціатива заснування — дійсного члена НТШ професора Білецького В. С. Він же — редактор і відповідальний за випуск Вісника.

Донецький вісник Наукового товариства імені Шевченка. Том 47. 2020 рік.

З т.6 відбулася диференціація за окремими науками та галузями, зокрема, окремі томи складають серії або спеціальні випуски (тт.. 6-41):
- «Мовознавство»,
- «Літературознавство»,
- «Історія», «Філософія»,
- «Хімія».

Крім того, регулярними є рубрики: «Психологія», «Педагогіка», «Кубанська україністика», «Техніка‚ гірнича справа», «Науки про Землю» та ін.
Спеціальні випуски:
- «Біологія‚ біофізіологія‚ медицина‚ психологія» (тт.. 14 і 20),
- «Микита Шаповал — видатний державний діяч‚ вчений‚ патріот» (т. 19),
- «Мовно-літературний освітній простір Донеччини» (т.40),
- «Мовно-літературні студії» (т.41).

Редактори окремих випусків (серій):
- з мовознавства — д.філол.н., професор, член-кореспондент НАН України Загнітко Анатолій Панасович,
- з літературознавства — д.філол.н., професор Просалова Віра Андріївна,
- з історії — д.іст.н., професор Пірко Василь Олексійович, д.іст.н., професор Білий Дмитро Дмитрович,
- з філософії — професор Пасько Ігор Трохимович,
- з хімії — д.х.н., професор Опейда Йосип Олексійович.

Технічний редактор ряду випусків «Донецького вісника Наукового товариства імені Шевченка» — к.мед.н. Болонова Людмила Миколаївна, у 2022 р. — член НТШ Пішванова Тамара Герасимівна.
За період 2001—2024 рр. вийшло у світ 53 томи Донецького вісника НТШ.
За час свого існування Вісник повністю друкувався в Інтернет за адресами http://www.experts.in.ua/ [Архівовано 13 квітня 2010 у Wayback Machine.], http://ruthenia.info (доступні окремі томи). Зміст Вісника також подавався на порталі Аналітичних центрів України http://www.intellect.org.ua [Архівовано 20 липня 2007 у Wayback Machine.]. Станом на 2024 р.  електронна версія Донецького вісника НТШ друкується на порталі НТШ-Львів (http://ntsh.org/ ).

## Окремі томи Вісника в Інтернеті
| - Том I - Том II - Том III - Том IV - Том V DONETSK COMPARTMENT of SHEVCHENKO SCIENTIFIC SOCIETY. т.5 [Архівовано 24 жовтня 2019 у Wayback Machine.] - Том VI - Том VII. Мова‚ література DONETSK COMPARTMENT of SHEVCHENKO SCIENTIFIC SOCIETY. т.7 [Архівовано 24 жовтня 2019 у Wayback Machine.] - Том VIII. Історія - Том IX. Техніка‚ гірнича справа‚ хімія‚ медицина‚ біологія - Том X. Хімія. - Том XI. Мова‚ література DONETSK COMPARTMENT of SHEVCHENKO SCIENTIFIC SOCIETY. т.11 [Архівовано 24 жовтня 2019 у Wayback Machine.] - Том XII. Історія DONETSK COMPARTMENT of SHEVCHENKO SCIENTIFIC SOCIETY. т.12 [Архівовано 24 жовтня 2019 у Wayback Machine.] - Том XIII. Філософія‚ культура‚ політика‚ педагогіка DONETSK COMPARTMENT of SHEVCHENKO SCIENTIFIC SOCIETY. т.13 [Архівовано 24 жовтня 2019 у Wayback Machine.] - Том XIV. Біологія‚ біофізіологія‚ медицина‚ психологія - Том XV. Науки про землю‚ гірництво‚ ґрунтознавство - Том XVI. Мовознавство - Том XVII. Літературознавство - Том XVIII. Історія [Архівовано 3 січня 2014 у Wayback Machine.], а також - Том XIX. Микита Шаповал — видатний державний діяч‚ вчений‚ патріот - Том XX. Медицина. Психологія. Біологія [Архівовано 3 січня 2014 у Wayback Machine.] - Том XXI. Хімія [Архівовано 3 січня 2014 у Wayback Machine.] - Том XXII Мовознавство. [Архівовано 3 серпня 2008 у Wayback Machine.], а також | - Том XXIII. Література - Том XXIV. Філософія. Суспільство. Педагогіка. [Архівовано 12 квітня 2009 у Wayback Machine.] - Том XXV. Історія. [Архівовано 12 квітня 2009 у Wayback Machine.] - Том XXVI. Мовознавство. [Архівовано 14 квітня 2010 у Wayback Machine.] - Том XXVII. Літературознавство. [Архівовано 14 квітня 2010 у Wayback Machine.] - Том XXVIII. Мовознавство. [Архівовано 29 вересня 2011 у Wayback Machine.] - Том XXIX. Точні науки. Техніка. Гірництво. - Том XXX. Історія. Філософія. - Том XXXI. Мовознавство. - Том XXXII. Літературознавство. - Том XXXIII. Мовознавство. - Том XXXIV. Історія. Філософія. - Том XXXV. Мовознавство. - Том XXXVI. Літературознавство - Том XXXVII. Історія - Том XXXVIII. Філософія. Педагогіка. Методологія. - Том XXXIX. Мовознавство. - Том XL. МОВНО-ЛІТЕРАТУРНИЙ ОСВІТНІЙ ПРОСТІР ДОНЕЧЧИНИ - Том XLI. МОВНО-ЛІТЕРАТУРНІ СТУДІЇ - Том XLII. Історія - Том XXXXIII: ІСТОРІЯ. МУЗЕЙНА СПРАВА. БІБЛІОТЕЧНА СПРАВА. ЛІТЕРАТУРОЗНАВСТВО. ПОРТРЕТ СУЧАСНОГО ДОНБАСУ - Том XXXXIV: КУЛЬТУРОЛОГІЧНІ ДОСЛІДЖЕННЯ. ЛІТЕРАТУРОЗНАВСТВО. ЛІТЕРАТУРНЕ КРАЄЗНАВСТВО. ІСТОРИЧНІ ТА ІСТОРІОГРАФІЧНІ АСПЕКТИ ДОСЛІДЖЕНЬ. ІСТОРІЯ ТЕХНІКИ ТА ТЕХНОЛОГІЙ. ФІЛОСОФІЯ. УКРАЇНА І СВІТ крім того, на сайті НТШ: http://www.ntsh.org/node/608 [Архівовано 6 грудня 2017 у Wayback Machine.] | - Том XXXXV. 2018 р. [Архівовано 30 листопада 2017 у Wayback Machine.], а також - Том XXXXVI. 2019 р. (Серія. ЕКОНОМІЧНИЙ ПОРТРЕТ ДОНЕЦЬКОЇ ОБЛАСТІ. ІСТОРІЯ. ІСТОРІЯ, ФОЛЬКЛОРИСТИКА, ЕТНОГРАФІЯ. ІСТОРІЯ, ФІЛОСОФІЯ, СОЦІОЛОГІЯ. МЕДІАОСВІТА. МОВОЗНАВСТВО В ОСОБАХ. СІЛЬСЬКЕ ГОСПОДАРСТВО. РЕЦЕНЗІЇ, ІНФОРМАЦІЇ). [Архівовано 17 квітня 2019 у Wayback Machine.] - Донецький Вісник НТШ. Том 47. 2020 рік. 288 стор. (Серія. КУБАНСЬКА УКРАЇНІСТИКА. ФІЛОСОФІЯ І СОЦІОЛОГІЯ. ІСТОРІЯ, ФОЛЬКЛОРИСТИКА, ЕТНОГРАФІЯ. ПРИРОДНИЧІ НАУКИ. СПОГАДИ. ДИСКУСІЙНА ТРИБУНА. РЕЦЕНЗІЇ). [Архівовано 15 червня 2020 у Wayback Machine.] - Донецький Вісник НТШ. Том 48. 2021 рік. [Архівовано 11 серпня 2021 у Wayback Machine.] - Донецький Вісник НТШ. Том 49. 2022 рік. - Донецький Вісник НТШ. Том 50. 2022 рік - Донецький Вісник НТШ. Том 51. 2023 рік - Донецький Вісник НТШ. Том 52. 2024 рік Том 52. 2024 рік - Донецький Вісник НТШ. Том 53. 2024 рік - Донецький Вісник НТШ. Том 54. 2025 рік ДОНЕЦЬКИЙ ВІСНИК НАУКОВОГО ТОВАРИСТВА ІМ.. ШЕВЧЕНКА. – Т. 54. – ХАРКІВ-ЗАПОРІЖЖЯ, 2025. – 177 С. - Донецький Вісник НТШ. Том 55. 2025 рік |